# Виенско българско общество „Напредък“
Българското благодетелно общество „Напредък“ е създадено на 1 май 1869 г. във Виена от Янко Ковачев, Стоян С. Пранчов, Григор Начович, Сава Паница, Никола Ковачев, Георги Киселов и др. Според неговия статут целта е „…да поддържа чрез определени годишни помощи български ученици от България, Тракия и Македония, както и от Молдова и Влашко, през разстоянието на тяхното възпитание в учебни заведения, за да станат учители в отечеството си“.
Дружеството получава материална помощ от д-р Петър Берон, Евлоги Георгиев, Марин Дринов и други родолюбиви българи от Виена, Скопие, Прилеп, Одеса и редица градове на България.
Запазен е отчет на дружеството за 1876 г. от който се вижда, че за председател през 1877 г. е избран Георги Киселов.
През 1879 г. за представител в Учредителното събрание в Търново от името на Виенското дружество е изпратен Константин Поменов.
На 26 април 1892 г. във Виена се провежда извънредно събрание на дружество „Напредък“, на което присъства и проф. Георги Златарски като член на УС на БКД. Събранието решава “да се ликвидира д-во „Напредък“ и да се завещае всичкият негов капитал на БКД в София”. Последното заседание по ликвидирането на дружествения капитал е на 24 май 1892 г. и сумата от 202 213 лв. се прехвърля по сметка на БКД (БАН) в София.